# Alice Caioli
Alice Rosalia Caioli (* 29. Dezember 1995 in Sant’Agata di Militello) ist eine italienische Popsängerin.

## Werdegang
Caioli nahm bereits 2010 bei der ersten Ausgabe der Sendung Io canto des Senders Canale 5 teil. 2012 nahm sie an mehreren nationalen Gesangswettbewerben teil und erreichte als eine von insgesamt 20 Festival-Siegern das Finale der sechsten Auflage der Grandi Festivals Italiani am 30. Dezember 2012 in Riva del Garda am Gardasee. Ebenfalls 2012 wurde sie regionale Meisterin für Standard- und lateinamerikanische Tänze. 2013 nahm sie am italienischen X Factor Bootcamp teil. Danach absolvierte sie eine Ausbildung an einer Gesangsakademie in Rom.
Ende 2017 qualifizierte sich Alice Caioli im Wettbewerb Area Sanremo mit dem Lied Specchi rotti (übersetzt Zerbrochene Spiegel) für die Newcomer-Kategorie des Sanremo-Festivals 2018. Der Song handelt von ihren persönlichen Erfahrungen bezüglich der fehlenden Beziehung zu ihrem Vater. Beim Sanremo-Festival wurde sie vom Orchester unter der Leitung von Massimo Morini begleitet. Zusammen mit dem Produzenten Davide Maggioni arbeitete sie an ihrem Debütalbum, das am 9. März 2018 mit dem Titel #negofingomento erschien. Die Debütveranstaltung fand am 7. März im Centro Sicilia von Catania statt.
Alice Caioli hat eine jüngere Schwester und lebt mit ihrer Mutter und ihren Großeltern in Acquedolci.

## Diskografie
Alben:
- 2018: #negofingomento (Rusty Records/Warner Music Italia)

Singles
- 2018 Specchi rotti (Round 35 di S. Severini/Warner Music Italia)

## Auszeichnungen
- 2018: Sonderpreis der Associazione Fonografici Italiani beim Sanremo-Festival, Newcomer-Kategorie[10][11]
- 2018: Premio della Sala Stampa Radio-TV „Lucio Dalla“ beim Sanremo-Festival, Newcomer-Kategorie[12]